# یوشیهیکو اوماکوشی
یوشیهیکو اوماکوشی (انگلیسی: Yoshihiko Umakoshi؛ زادهٔ ۳۰ ژوئیهٔ ۱۹۶۸) پویانما اهل ژاپن است. وی از سال ۱۹۹۴ میلادی تاکنون مشغول فعالیت بوده‌است.
همچنین برندهٔ جوایزی همچون جایزه انیمه توکیو شده‌است.